# Centro Internacional de Mejoramiento de Maíz y Trigo
El Centro Internacional de Mejoramiento de Maíz y Trigo (acrónimo: CIMMYT) es una organización internacional de investigación científica en el sector agrícola, especializada en el desarrollo de variedades mejoradas de maíz y de trigo.
El CIMMYT es uno de los 15 centros especializados en investigación agrícola del CGIAR. Su trabajo tiene enlaces directos con cerca de 100 países en desarrollo, en colaboración con organizaciones del sector público y privado, ONG, granjeros, y comunidades. 
Su sede global está en Texcoco, en el Estado de México, a 25 km al este de Ciudad de México. Cuenta también con otras 12 oficinas en Asia (Afganistán, Bangladés, China, India, Kazajistán, Nepal, Pakistán, Turquía), África (Etiopía, Kenia y Zimbabue) y Latinoamérica (Colombia).  
Norman Borlaug, uno de sus investigadores más prominentes, ganó el Premio Nobel de la Paz en 1970 por su obra en el CIMMYT. Borlaug es el único Nobel de la Paz por contribuciones a la agricultura.

## Orígenes

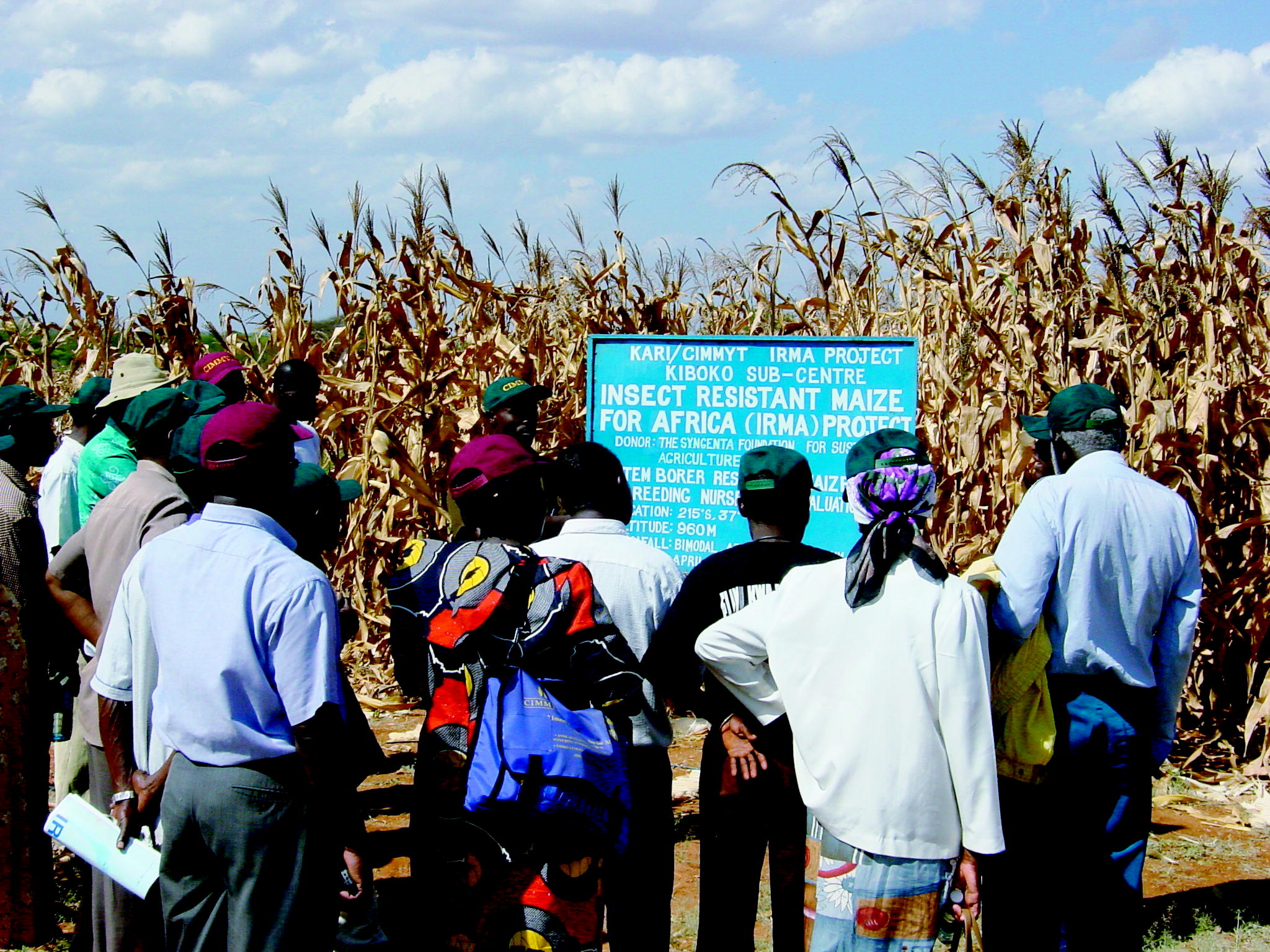
Una acción de extensión de CIMMYT en África, 2003.

El CIMMYT creció como un Programa Piloto en México en 1943, patrocinado por el Gobierno de México y la Fundación Rockefeller. Ya se sabía como los expertos en mejoramiento vegetal habían desempeñado su labor en EE. UU. para aumentar significativamente el rendimiento de los cultivos, bajando la pobreza durante la Gran Depresión. Debido a ello, se pensó que expertos similares podrían beneficiar a México y a otras naciones.
El proyecto se desarrolló dentro de una colaboración innovadora, y sustancial con investigadores mexicanos y extranjeros. Estableció redes internacionales de pruebas experimentales de variedades. Uno de sus investigadores, Norman Borlaug, desarrolló variedades de trigo enanas, que lograban mayores rendimientos y respondían mejor al fertilizante que las variedades altas. Hacia fines de los 1950s, México ya era autosuficiente en su producción de trigo. El éxito de México inspiró otros proyectos de investigación, como el de Argentina, que adaptó esas variedades enanas a su propia genética. En 1966, con una pobre cosecha de trigo, India tomó la decisión de importar 18.000 t de semilla de trigo de México. Y la primera evidencia de éxito fue su cosecha de 16,5 millones de t en 1968, comparado con las 11,3 de 1967. Pakistán también importó trigos mexicanos. Estos dos países doblaron su producción de trigo entre 1966 y 1971. La Revolución Verde, que se extendería al arroz, había comenzado.
Las mejoras sociales y económicas de la Revolución Verde se reconocieron cuando se otorgó el Premio Nobel a la Paz a Norman Borlaug en 1970. El siguiente año, una unión de organizaciones de desarrollo, patrocinadores nacionales, y fundaciones privadas organizaron el Grupo Consultor de Investigación en Agricultura Internacional (Consulting Group for International Agricultural Research, CGIAR) para ampliar el beneficio fruto de las investigaciones a más cultivos y naciones. El CIMMYT fue de los primeros centros internacionales de investigación en ser mantenido a través del CGIAR.

## Personal y Fondos
El CIMMYT realiza su misión con cerca de 100 investigadores de su propio personal y 500 más de apoyo de 40 países. El Centro es mantenido por agencias internacionales y regionales, gobiernos nacionales, fundaciones privadas, y entidades del sector privado. Los más recientes patrocinadores incluyen a la Fundación Bill & Melinda Gates, el Banco Mundial, EE. UU., Suiza, la Comisión Europea, la Fundación Rockefeller y Japón. También son considerables los recursos provistos por los gobiernos de México y otras naciones que alojan al personal del CIMMYT.

## Temas de CIMMYT
Una extensa plataforma de programas forma el corazón del CIMMYT y el trabajo de sus socios internacionales. Estos proyectos multidisciplinarios reflejan el alcance de la investigación e innovación contemporánea para asegurar el mejoramiento de la calidad de vida del mundo en desarrollo y para garantizar el futuro agrícola del que todos dependemos
- Innovaciones Agrícolas
- Cereales en Asia del Sur
- Trigo resistente a factores adversos y a enfermedades
- Maíz tolerante a la sequía
- Alimento para el futuro
- Género
- Granos Orientados a la nutrición y al mercado
- Maíz tolerante al calor
- Respuesta Rápida
- Distribución de semillas, impacto y asociaciones
- Intensificación sustentable
- Descrubriendo recursos genéticos
- Trabajo con agricultores